# Brachysipalia elgonensis
Brachysipalia elgonensis – gatunek chrząszcza z rodziny kusakowatych i podrodziny rydzenic.
Gatunek ten opisał po raz pierwszy w 1995 roku Roberto Pace na łamach „Revue suisse de Zoologie”. Jako lokalizację typową wskazano Mount Elgon w Kenii.
Chrząszcz o wydłużonym w zarysie ciele długości 2,7 mm. Głowa jest rudożółta, bardzo słabo opalizująca, silnie siateczkowana, o zatartym punktowaniu. Czułki mają wszystkie człony rude. Tak jak w przypadku głowy rudożółte, słabo opalizujące przedplecze jest mocno siateczkowane, zaś punktowanie ma silnie zatarte. Błyszcząco rudożółte pokrywy mają wyraźnie siateczkowaną i pokrytą wyraźnymi ziarnistościami powierzchnię. Odwłok jest rudożółty z rudobrązowymi wolnymi urotergitami segmentów trzeciego i czwartego. Powierzchnię jego pokrywa poprzeczne, ostre siateczkowanie. Genitalia samicy przypominają te u B. kenyamontis, różniąc się jednak głębszym zakrzywieniem wierzchołkowym części dystalnej. Genitalia samca różnią się od tych u B. kenyamontis węższym w widoku brzusznym, słabiej po brzusznej stronie zakrzywionym edeagusem z po sam szczyt tęgim elementem kopulacyjnym woreczka wewnętrznego.
Owad afrotropikalny, znany wyłącznie z Kenii. Spotkany na rzędnych 2700 m n.p.m.